# Конти-Нові
Конти-Нові (пол. Kąty Nowe) — село в Польщі, у гміні Стопниця Буського повіту Свентокшиського воєводства.
Населення — 230 осіб (2011).
У 1975-1998 роках село належало до Келецького воєводства.

## Демографія
Демографічна структура на день 31 березня 2011 року:
|          | Загалом | Допрацездатний вік | Працездатний вік | Постпрацездатний вік |
| -------- | ------- | ------------------ | ---------------- | -------------------- |
| Чоловіки | 101     | 25                 | 68               | 8                    |
| Жінки    | 129     | 17                 | 81               | 31                   |
| Разом    | 230     | 42                 | 149              | 39                   |